# (2579) Spartacus
(2579) Spartacus es un asteroide que forma parte del cinturón de asteroides y fue descubierto por Nikolái Stepánovich Chernyj desde el Observatorio Astrofísico de Crimea, en Naúchni, el 14 de agosto de 1977.

## Designación y nombre
Spartacus fue designado inicialmente como 1977 PA2.
Posteriormente, en 1985, se nombró en honor del esclavo tracio del siglo I a. C. Espartaco.

## Características orbitales
Spartacus orbita a una distancia media de 2,21 ua del Sol, pudiendo alejarse hasta 2,376 ua y acercarse hasta 2,044 ua. Tiene una excentricidad de 0,07508 y una inclinación orbital de 5,778 grados. Emplea en completar una órbita alrededor del Sol 1200 días.

## Características físicas
La magnitud absoluta de Spartacus es 13,4 y el periodo de rotación de 3,636 horas.